# Pratt & Whitney PW6000

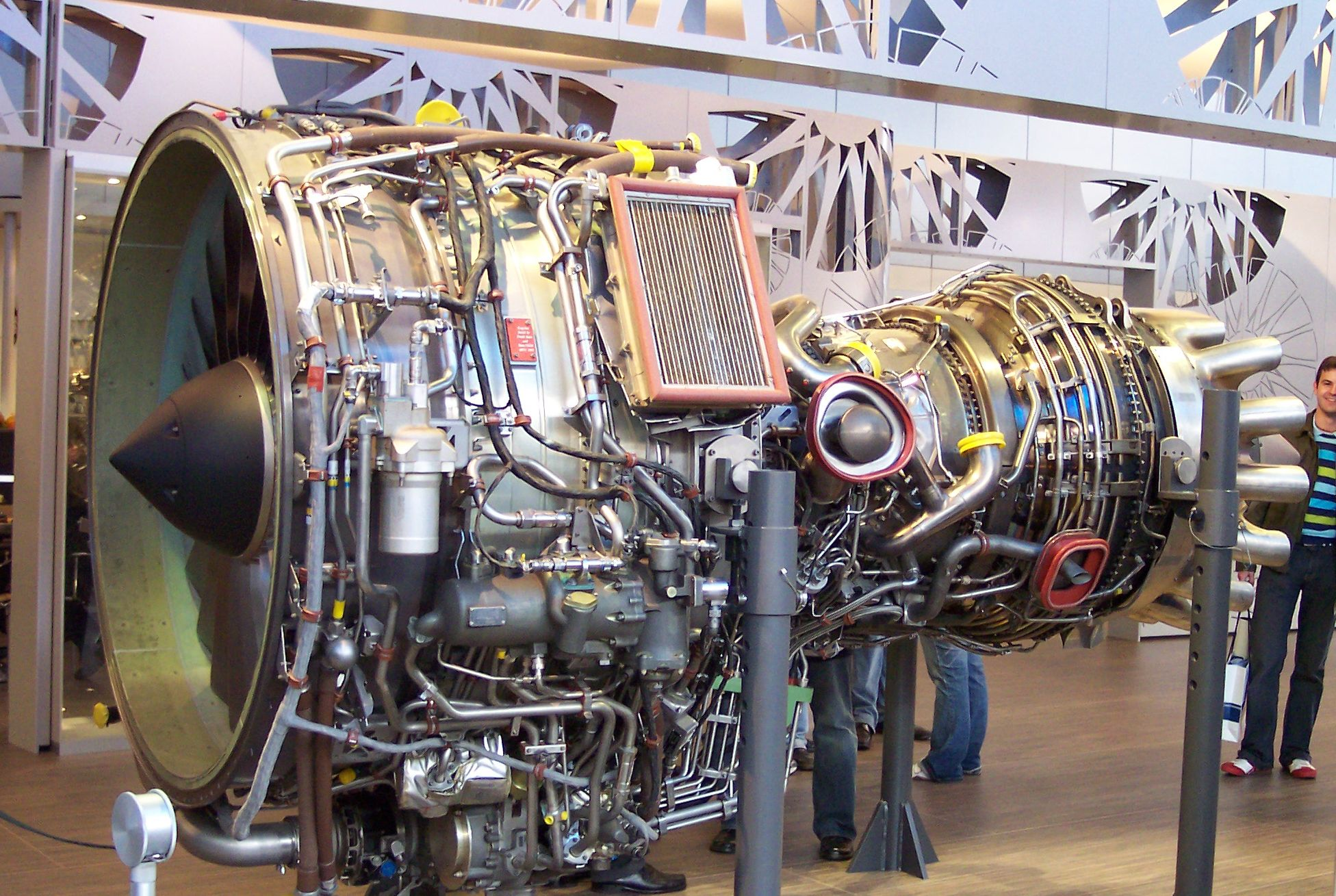
Motorul Pratt & Whitney PW6000

PW 6000 este un motor pentru avionul A-318, cel mai mic avion din familia Airbus A320.